# Aprophata quatuordecimmaculata
Aprophata quatuordecimmaculata är en skalbaggsart som beskrevs av Stefan von Breuning 1947. Aprophata quatuordecimmaculata ingår i släktet Aprophata och familjen långhorningar.
Artens utbredningsområde är Filippinerna. Inga underarter finns listade i Catalogue of Life.